# Villa Emilie (Niederlößnitz)
Die Villa Emilie liegt in der Karl-Liebknecht-Straße 14 im Stadtteil Niederlößnitz der sächsischen Stadt Radebeul. Sie wurde um 1895 errichtet.

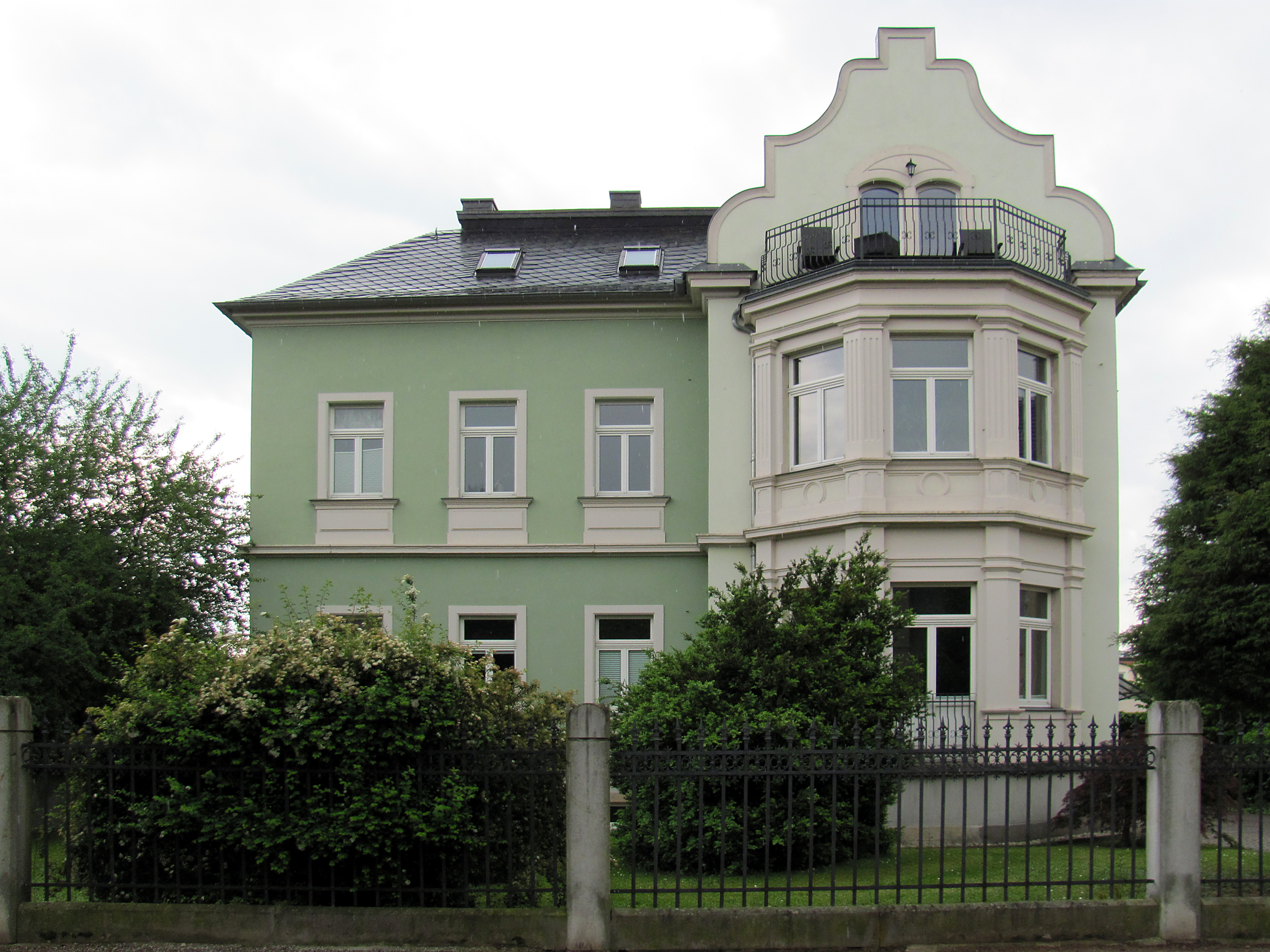
Villa Emilie

## Beschreibung
Die mit Einfriedung und Toreinfahrt unter Denkmalschutz stehende Mietvilla ist ein zweigeschossiges Gebäude mit einem schiefergedeckten Plattformdach über einer inzwischen leicht vereinfachten, historisierenden Fassade.
In der Straßenansicht steht rechts ein Seitenrisalit mit einem geschweiften Giebel. Vor dem Risalit steht ein pilasterverzierter Altanvorbau, dessen Austritt vor dem Dachgeschoss durch ein erneuertes Metallgitter geschützt wird.
Die Fenster werden durch schlichte Sandsteinrahmen mit Sohlbänken über Spiegelfeldern eingefasst; diese stehen auf einem Geschossgesims.
Die Einfriedung wird aus Lanzettzaunfeldern gebildet.